# Eudasyphora canadiana
Eudasyphora canadiana är en tvåvingeart som beskrevs av Cuny 1980. Eudasyphora canadiana ingår i släktet Eudasyphora och familjen husflugor. Inga underarter finns listade i Catalogue of Life.